# Центральный Ильменский хребет
Центра́льный Ильме́нский хребе́т (или Большо́й Ильме́нский хребе́т, Гла́вный Ильме́нский хребе́т, Ильме́нский хребе́т, Большо́й Ильме́нь) — хребет на Южном Урале, основной хребет Ильменских гор (Челябинская область, Россия).

## Топонимика
Известно два объяснения происхождения названия «Ильменский»:
- от названия озера Именкуль (Ильме́нское), за которым возвышается «Имен-Тау» (от башкирских «та́у» — «гора», «куль» — «озеро» и «имен» — «безопасный», «безвредный»). Т. е. Имен-Тау — «безопасные горы».
- от названия родоплеменной группы, обитавшей в этих местах, тотемом которой был дуб: по-башкирски — «имен»[1].

## Описание

### Центральный Ильменский хребет
Центральный Ильменский хребет входит в состав системы хребтов Ильменских гор — крайней восточной цепи гор Южного Урала, длина которой — 41 километр. Протяжённость Центрального Ильменского хребта — 28 км: от озера Ильменское на юге до озера Ишкуль на севере. Максимальная высота хребта и всех Ильмен — гора Ильментау (753 метра).
Центральный Ильменский хребет имеет слабоволнистую гребневую линию и хорошо выраженные изгибы с подошвами. Склоны хребта крутые, на которых встречаются террасообразные уступы. Скалистые выходы горных пород редки: в большинстве случаев они выступают на вершинах и по склонам в виде гребней или отдельных крупных глыб. Западный склон, выходящий к городу Миасс и долине реки Миасс, повсеместно круче восточного. На восточном склоне резко выделяются возвышенности и отроги, имеющие собственные названия: горы Фирсова, Скитская, Лохматая, Савельева, Белая, Демидова.
Почти вся территория хребта входит в состав Ильменского заповедника.

### Западный и Восточный Ильменские хребты
В северной части от Центрального Ильменского хребта отделяются Западный (он же — Ма́лый Ильме́нь) и Восточный Ильме́нские хребты,  а также Ишкульский хребет. Длина Малого Ильменя — 6 км, ширина — 1,5 км. Склоны его пологи. Он в два раза ниже центрального хребта.